# Luggude domsagas norra valkrets
Luggude domsagas norra valkrets var i riksdagsvalen till andra kammaren 1869–1908 en egen valkrets med ett mandat. Valkretsen, som omfattade Luggude härads norra delar, avskaffades vid införandet av proportionellt valsystem i valet 1911, då området gick upp i Malmöhus läns norra valkrets.

## Riksdagsmän
- Ola Jönsson, nylib 1870, lmp 1871–1875 (1870–1875)
- Sven Andersson, lmp (1876–1886)
- Anders Olsson, lmp 1887, gamla lmp 1888–1894, partilös 1895–1896, Bondeska 1897–1899 (1887–1899)
- Christian Olsson, lib s (1900–1907)
- Otto Persson, nfr (1908)
- Olof Olsson, högervilde (2/2 1909–1911)

## Valresultat

### 1896
| Andrakammarvalet i Sverige 1896: Luggude domsagas norra valkrets | Andrakammarvalet i Sverige 1896: Luggude domsagas norra valkrets | Andrakammarvalet i Sverige 1896: Luggude domsagas norra valkrets | Andrakammarvalet i Sverige 1896: Luggude domsagas norra valkrets | Andrakammarvalet i Sverige 1896: Luggude domsagas norra valkrets |
| Kandidat                                                         | Kandidat                                                         | Röster                                                           | Röster                                                           | Röster                                                           |
| Kandidat                                                         | Kandidat                                                         | Antal                                                            | %                                                                | +− %                                                             |
| ---------------------------------------------------------------- | ---------------------------------------------------------------- | ---------------------------------------------------------------- | ---------------------------------------------------------------- | ---------------------------------------------------------------- |
|                                                                  | Anders Olsson (BoD)                                              | 613                                                              | 62,2                                                             |                                                                  |
|                                                                  | Olof Olsson (Agrar)                                              | 371                                                              | 37,7                                                             |                                                                  |
|                                                                  | Övriga kandidater                                                | 1                                                                | 0,1                                                              |                                                                  |
| Antal giltiga röster                                             | Antal giltiga röster                                             | 985                                                              |                                                                  |                                                                  |
| Kasserade röster                                                 | Kasserade röster                                                 | 5                                                                |                                                                  |                                                                  |
| Totalt                                                           | Totalt                                                           | 990                                                              |                                                                  |                                                                  |

- Valdeltagandet var 58,8%.

### 1899
| Andrakammarvalet i Sverige 1899: Luggude domsagas norra valkrets | Andrakammarvalet i Sverige 1899: Luggude domsagas norra valkrets | Andrakammarvalet i Sverige 1899: Luggude domsagas norra valkrets | Andrakammarvalet i Sverige 1899: Luggude domsagas norra valkrets | Andrakammarvalet i Sverige 1899: Luggude domsagas norra valkrets |
| Kandidat                                                         | Kandidat                                                         | Röster                                                           | Röster                                                           | Röster                                                           |
| Kandidat                                                         | Kandidat                                                         | Antal                                                            | %                                                                | +− %                                                             |
| ---------------------------------------------------------------- | ---------------------------------------------------------------- | ---------------------------------------------------------------- | ---------------------------------------------------------------- | ---------------------------------------------------------------- |
|                                                                  | Anders Olsson (BoD)                                              | 601                                                              | 54,7                                                             |                                                                  |
|                                                                  | Olof Olsson                                                      | 487                                                              | 44,4                                                             |                                                                  |
|                                                                  | Övriga kandidater                                                | 10                                                               | 0,9                                                              |                                                                  |
| Antal giltiga röster                                             | Antal giltiga röster                                             | 1 098                                                            |                                                                  |                                                                  |
| Kasserade röster                                                 | Kasserade röster                                                 | 6                                                                |                                                                  |                                                                  |
| Totalt                                                           | Totalt                                                           | 1 104                                                            |                                                                  |                                                                  |

| Andrakammarvalet i Sverige 1899: Luggude domsagas norra valkrets | Andrakammarvalet i Sverige 1899: Luggude domsagas norra valkrets | Andrakammarvalet i Sverige 1899: Luggude domsagas norra valkrets | Andrakammarvalet i Sverige 1899: Luggude domsagas norra valkrets | Andrakammarvalet i Sverige 1899: Luggude domsagas norra valkrets |
| Kandidat                                                         | Kandidat                                                         | Röster                                                           | Röster                                                           | Röster                                                           |
| Kandidat                                                         | Kandidat                                                         | Antal                                                            | %                                                                | +− %                                                             |
| ---------------------------------------------------------------- | ---------------------------------------------------------------- | ---------------------------------------------------------------- | ---------------------------------------------------------------- | ---------------------------------------------------------------- |
|                                                                  | Christian Olsson                                                 | 702                                                              | 55,9                                                             |                                                                  |
|                                                                  | Närmaste kandidat                                                | 547                                                              | 43,6                                                             |                                                                  |
|                                                                  | Övriga kandidater                                                | 6                                                                | 0,5                                                              |                                                                  |
| Antal giltiga röster                                             | Antal giltiga röster                                             | 1 255                                                            |                                                                  |                                                                  |
| Kasserade röster                                                 | Kasserade röster                                                 | 0                                                                |                                                                  |                                                                  |
| Totalt                                                           | Totalt                                                           | 1 255                                                            |                                                                  |                                                                  |

### 1902
| Andrakammarvalet i Sverige 1902: Luggude domsagas norra valkrets | Andrakammarvalet i Sverige 1902: Luggude domsagas norra valkrets | Andrakammarvalet i Sverige 1902: Luggude domsagas norra valkrets | Andrakammarvalet i Sverige 1902: Luggude domsagas norra valkrets | Andrakammarvalet i Sverige 1902: Luggude domsagas norra valkrets |
| Kandidat                                                         | Kandidat                                                         | Röster                                                           | Röster                                                           | Röster                                                           |
| Kandidat                                                         | Kandidat                                                         | Antal                                                            | %                                                                | +− %                                                             |
| ---------------------------------------------------------------- | ---------------------------------------------------------------- | ---------------------------------------------------------------- | ---------------------------------------------------------------- | ---------------------------------------------------------------- |
|                                                                  | Christian Olsson                                                 | 861                                                              | 64,4                                                             | ▲8,5                                                             |
|                                                                  | M. Hansson i Brunnby Bräcke                                      | 470                                                              | 35,2                                                             |                                                                  |
|                                                                  | Övriga kandidater                                                | 6                                                                | 0,4                                                              |                                                                  |
| Antal giltiga röster                                             | Antal giltiga röster                                             | 1 337                                                            |                                                                  |                                                                  |
| Kasserade röster                                                 | Kasserade röster                                                 | 1                                                                |                                                                  |                                                                  |
| Totalt                                                           | Totalt                                                           | 1 338                                                            |                                                                  |                                                                  |

Valet ägde rum den 6 september 1902. Valdeltagandet var 58,9%.

### 1905
| Andrakammarvalet i Sverige 1905: Luggude domsagas norra valkrets | Andrakammarvalet i Sverige 1905: Luggude domsagas norra valkrets | Andrakammarvalet i Sverige 1905: Luggude domsagas norra valkrets | Andrakammarvalet i Sverige 1905: Luggude domsagas norra valkrets | Andrakammarvalet i Sverige 1905: Luggude domsagas norra valkrets |
| Kandidat                                                         | Kandidat                                                         | Röster                                                           | Röster                                                           | Röster                                                           |
| Kandidat                                                         | Kandidat                                                         | Antal                                                            | %                                                                | +− %                                                             |
| ---------------------------------------------------------------- | ---------------------------------------------------------------- | ---------------------------------------------------------------- | ---------------------------------------------------------------- | ---------------------------------------------------------------- |
|                                                                  | Christian Olsson                                                 | 910                                                              | 70,8                                                             | ▲6,4                                                             |
|                                                                  | V. Gunnarsson i Fleninge                                         | 373                                                              | 29,0                                                             |                                                                  |
|                                                                  | Övriga kandidater                                                | 3                                                                | 0,2                                                              |                                                                  |
| Antal giltiga röster                                             | Antal giltiga röster                                             | 1 286                                                            |                                                                  |                                                                  |
| Kasserade röster                                                 | Kasserade röster                                                 | 3                                                                |                                                                  |                                                                  |
| Totalt                                                           | Totalt                                                           | 1 289                                                            |                                                                  |                                                                  |

Valet ägde rum den 8 september 1905. Valdeltagandet var 50,2%.

### 1908
| Andrakammarvalet i Sverige 1908: Luggude domsagas norra valkrets | Andrakammarvalet i Sverige 1908: Luggude domsagas norra valkrets | Andrakammarvalet i Sverige 1908: Luggude domsagas norra valkrets | Andrakammarvalet i Sverige 1908: Luggude domsagas norra valkrets | Andrakammarvalet i Sverige 1908: Luggude domsagas norra valkrets |
| Kandidat                                                         | Kandidat                                                         | Röster                                                           | Röster                                                           | Röster                                                           |
| Kandidat                                                         | Kandidat                                                         | Antal                                                            | %                                                                | +− %                                                             |
| ---------------------------------------------------------------- | ---------------------------------------------------------------- | ---------------------------------------------------------------- | ---------------------------------------------------------------- | ---------------------------------------------------------------- |
|                                                                  | Otto Persson                                                     | 1 340                                                            | 61,7                                                             |                                                                  |
|                                                                  | Olof Nilsson (S)                                                 | 829                                                              | 38,1                                                             |                                                                  |
|                                                                  | Övriga kandidater                                                | 5                                                                | 0,2                                                              |                                                                  |
| Antal giltiga röster                                             | Antal giltiga röster                                             | 2 174                                                            |                                                                  |                                                                  |
| Kasserade röster                                                 | Kasserade röster                                                 | 5                                                                |                                                                  |                                                                  |
| Totalt                                                           | Totalt                                                           | 2 179                                                            |                                                                  |                                                                  |

| Andrakammarvalet i Sverige 1908: Luggude domsagas norra valkrets | Andrakammarvalet i Sverige 1908: Luggude domsagas norra valkrets | Andrakammarvalet i Sverige 1908: Luggude domsagas norra valkrets | Andrakammarvalet i Sverige 1908: Luggude domsagas norra valkrets | Andrakammarvalet i Sverige 1908: Luggude domsagas norra valkrets |
| Kandidat                                                         | Kandidat                                                         | Röster                                                           | Röster                                                           | Röster                                                           |
| Kandidat                                                         | Kandidat                                                         | Antal                                                            | %                                                                | +− %                                                             |
| ---------------------------------------------------------------- | ---------------------------------------------------------------- | ---------------------------------------------------------------- | ---------------------------------------------------------------- | ---------------------------------------------------------------- |
|                                                                  | Olof Olsson                                                      | 1 277                                                            | 46,6                                                             |                                                                  |
|                                                                  | Olof Nilsson (S)                                                 | 875                                                              | 31,9                                                             |                                                                  |
|                                                                  | Rudolf Andersson (liberal)                                       | 590                                                              | 21,5                                                             |                                                                  |
|                                                                  | Övriga kandidater                                                | 1                                                                | 0,0                                                              |                                                                  |
| Antal giltiga röster                                             | Antal giltiga röster                                             | 2 743                                                            |                                                                  |                                                                  |
| Kasserade röster                                                 | Kasserade röster                                                 | 4                                                                |                                                                  |                                                                  |
| Totalt                                                           | Totalt                                                           | 2 747                                                            |                                                                  |                                                                  |